# 赵破奴
赵破奴（?—?），出身西漢九原郡，西汉将军。曾為霍去病部下，因軍功封從驃侯。在漢朝攻打樓蘭之役時，再因軍功封浞野侯。曾多次在漢朝與匈奴間反覆叛降，後因涉入巫蠱之禍，在漢朝遭滅族過世。

## 生平
赵破奴出身九原郡（位於今中華人民共和國包頭市，《漢書》稱其為太原郡人），曾经逃入匈奴，後又回到汉朝，成為霍去病部屬，任司馬。
前122年（漢元狩元年），參與霍去病攻打匈奴。前121年（漢元狩元年），再度隨霍去病出征，與匈奴右賢王之戰中，因戰功，以鷹擊司馬，受封從驃侯。
前112年（漢元鼎五年），因上繳酎金成色不足問題，失去爵位。前111年（漢元鼎六年），任匈河將軍，出征匈奴。前110年（元封元年），率漢朝軍隊攻打楼兰，因擒获楼兰王，受封为浞野侯。
前104年（漢太初元年），匈奴左大都尉與漢朝約定叛變投降。前103年（漢太初二年），漢武帝派趙破奴為浚稽将军，率二万骑出朔方，接應匈奴左大都尉。因匈奴左大都尉叛變不成，趙破奴自浚稽山退兵回到受降城途中，被匈奴左賢王包圍，失利被俘，其部隊投降。漢武帝削除他的浞野侯爵位。趙破奴投降匈奴，在此居住十年，前100年（天汉元年），再度叛逃，與匈奴太子安國一同回到漢朝。後因涉入巫蠱之禍，被族誅。

## 延伸阅读
[在维基数据编辑]
 《史記/卷111》，出自司馬遷《史記》